# I
I je deváté písmeno latinské abecedy.
- V biochemii je I symbol pro aminokyselinu isoleucin.
- V češtině je I spojka.
- V angličtině znamená I zájmeno já.
- V čínštině je I
  - jméno několika okresů:
    - I (An-chuej) – okres v provincii An-chuej
    - I (Che-pej) – okres v provincii Che-pej
    - I (Liao-ning) – okres v provincii Liao-ning

  - příjmení – I (příjmení)
- Ve filmu je I jméno švédského filmu z roku 1966.
- Ve fyzice je I označení pro:
  - elektrický proud,
  - svítivost (ve fotometrii).
  - iontovou sílu
  - sklon oběžné dráhy
- V hudbě
  - je I název norské heavy/black metalové kapely – I (hudební skupina).
  - je I název alba metalové kapely Nightingale – I (album, Nightingale).
- V chemii je I značka jódu.
- V jazycích (X)HTML je <i> element pro kurzívu.
- V matematice
  - i je označení pro imaginární jednotku, komplexní číslo, jehož druhá mocnina je rovna −1.
  - ℑ označuje imaginární část komplexního čísla.
  - I někdy označuje jednotkovou matici.
- I je mezinárodní poznávací značka Itálie.
- V radiokomunikaci je I jeden z prefixů volacích znaků pro Itálii.
- Mezi římskými číslicemi je I symbol pro číslici jedna.
  - V dopravě značí římská číslice I v mnoha zemích, včetně Česka, silnici I. třídy
- Ve strojařství a stavebnictví označuje tvar ocelového nosného profilu ve tvaru "I"
- V ekonomii písmeno I značí příjem (neboli Income v angličtině)[zdroj⁠?!]

Dopravní značka „Informace“ používá malé písmeno i jako piktogram.

- Dopravní značka „Informace“ používá malé písmeno i jako piktogram. Minuskule i se používá jako piktogram označující informace či informatiku.